# Stephanie Vanden Eede
Stephanie Vanden Eede (Deurne, 2 maart 1993) is een Belgisch politica voor Vooruit.

## Biografie
Vanden Eede studeerde in 2016 af als master in de rechten, met een specialisatie in sociaal recht, aan de Universiteit Antwerpen. Van 2016 tot 2019 werkte ze als advocate in een kantoor gespecialiseerd in sociaal recht en arbeidsrecht in Gent en van 2019 tot 2025 was ze juridisch adviseur voor de Belgische Transportarbeidersbond (BTB) binnen de socialistische vakbond ABVV, waar ze van 2021 tot 2025 tevens adjunct-secretaris was voor de Haven van Antwerpen. Van 2024 tot 2025 maakte zij tevens deel uit van de Europese delegatie in het vrouwencomité binnen de Internationale Transportarbeiders Federatie (ITF).
In juni 2021 werd Vanden Eede tevens benoemd tot werkend rechter in sociale zaken bij de arbeidsrechtbank van Antwerpen. In september 2024 werd ze gepromoveerd tot werkend raadsheer in sociale zaken in het Arbeidshof van Antwerpen, tot ze in december 2024 op eigen verzoek eervol werd ontslagen om haar parlementair mandaat op te nemen. 
Ze werd politiek actief voor de toenmalige sp.a en zetelde van 2017 tot 2019 in het nationaal bestuur van de Jongsocialisten. Van 2018 tot 2022 was Vanden Eede eveneens ondervoorzitter van de lokale sp.a- en nadien Vooruit-afdeling in Schoten en sinds oktober 2022 is ze voorzitster van deze afdeling. Bij de gemeenteraadsverkiezingen van oktober 2024 werd Vanden Eede verkozen tot gemeenteraadslid van Schoten.
In mei 2019 stond Vanden Eede bij de federale verkiezingen op de vijfde plaats van de sp.a-lijst in de kieskring Antwerpen, maar ze raakte niet verkozen. Vijf jaar later, bij de Vlaamse verkiezingen van juni 2024 was zij in dezelfde kieskring derde opvolger. In januari 2025 kwam Stephanie Vanden Eede effectief in het Vlaams Parlement terecht ter vervanging van Karim Bachar, die zich ging toeleggen op zijn ambt als schepen van Antwerpen. Ze werd vast lid van de commissies Landbouw, Visserij en Plattelandsbeleid en Mobiliteit en Openbare Werken.